# 22.º Regimiento de Artillería de la Luftwaffe
El 22.º Regimiento de Artillería de la Luftwaffe (22. Luftwaffen-Artillerie-Regiment) fue una unidad de la Luftwaffe durante la Segunda Guerra Mundial.

## Historia
Fue formado a principios de 1943, pero nunca llegó a completarse la formación. Fue disuelto en 1943.

## Comandantes
- Coronel Wulff - (febrero de 1943 - 1943)
- Coronel Herbert Müller - (1943 - mayo de 1943)
- Teniente coronel Heinrich Kiewitt - (4 de mayo de 1943 - ?)

## Orden de Batalla
Organización (en proyecto)
- I Batallón/1.º Escuadrilla, 2.º Escuadrilla, 3.º Escuadrilla
- II Batallón/4.º Escuadrilla, 5.º Escuadrilla, 6.º Escuadrilla
- III Batallón/7.º Escuadrilla, 8.º Escuadrilla
- IV Batallón/9.º Escuadrilla, 10.º Escuadrilla, 11.º Escuadrilla, 12.º Escuadrilla
- 1.º Columna Ligera de Transporte
- 2.º Columna Ligera de Transporte
- 3.º Columna Ligera de Transporte
- 4.º Columna Ligera de Transporte

## Servicios
- ? - 1943: Bajo la 22.º División de Campo de la Fuerza Aérea.